# Lisa Gets the Blues
«Lisa Gets the Blues» (укр. «Ліса грає блюз») — сімнадцята серія двадцять дев'ятого сезону мультсеріалу «Сімпсони», прем'єра якої відбулась 22 квітня 2018 року у США на телеканалі «Fox». З виходом цієї серії мультсеріал сягнув рекорду серіалу «Димок зі ствола» за кількістю епізодів як найдовший серіал, що виходить у прайм-тайм.
Серія присвячена пам'яті актора Р. Лі Ермі, який помер за тиждень до того у віці 74 років.

## Сюжет
Містер Ларго відмовляє Лісу грати на саксофоні через те, що, як би вона не старалася, деякі люди будуть краще її. Цю порад підтримав і директор Скіннер. Вдома Мардж намагається змусити Лісу пограти перед сім'єю, але вона не може. Подивившись в Інтернеті, вона виявляє, що у неї невиліковне захворювання, так зване «трясця».
Тим часом на шкільному майданчику Барт жартує над Джимбо, але його ловлять Кірні і Дольф. Вони змушують його виконати роль «Маленької сирітки Енні» в дівчачій сукні з перукою, і змушують його співати в кафетерії, після чого діти починають кидатися в нього їжею.
Мардж планує поїздку в Гейнсвілл (Флорида) до 100-річчя від дня народження двоюрідної тітки Мардж Юніс. Це викликає велике розчарування у сім'ї Сімпсонів. Перебуваючи в літаку Гомер очікує скасування зльоту, але навіть пасажир, що сидить між двома болісно огрядними пасажирами, не готовий протестувати. Тоді Барт штовхає сидіння перед собою, створюючи принцип доміно, який вироджується в бійку, яка, зрештою, змушує літак змінити пункт призначення на Новий Орлеан, до великого полегшення пасажирів. Після прибуття Мардж вирішує підбадьорити Лісу, але вирішує здатися після того, як вони зустрічають групу, що святкує 98 % вологості. Мардж вирішує, що Гомер впорається з ситуацією краще.
Безуспішно намагаючись ощасливити Лісу, Гомер продовжує «перекушувати» в численних міських ресторанах, в решті решт йому потрібен блюваторій. Відвідуючи пам'ятки міста, він і Ліса знаходять статую Луї Армстронга, яка оживає за бажанням Ліси. Луї закликає дівчинку насолодитися містом і послухати Гомера.
Тим часом Мардж намагається зробити Новий Орлеан цікавим для Барта, чия нудьга вщухає при знаходженні магазину вуду, де він планує помститися шкільним хуліганам. У магазині вуду, хлопчик купує вуду хуліганів, в той час як у церкві по сусідству Мардж молиться за нормальну подорож для сім'ї без «демонів».
Лідер групи джаз-бару «The Spotted Cat» (укр. «Плямистий кіт»), до якого входять Ліса і Гомер, є племінником покійного Мерфі «Криваві Ясна» (чиє ім'я, імовірно, Оскар). Він каже, що Ліса була найперспективнішим музикантом, якого дядько знав (що викликає сильний жаль самого племінника). Врешті-решт він переконує Лісу грати на своєму саксофоні, незважаючи на її протести, розпалюючи заново її любов до інструменту. Повернувшись у Спрінґфілд, вона продовжує грати, і привид Луї Армстронга знову з'являється і з жалем бажає, щоб він знову був живий…
У фінальній Гомер, Ліса і Барт їдять беньє в кафе «Du Monde». Гомер коментує, що серія, яка вийде наступного тижня перевершить за кількістю епізодів «Димок зі ствола». Коли Барт згадує про їх постановки на радіо (які тривали 432 епізоди), Гомер примусово годує Барта беньє.

## Цікаві факти і культурні відсилання
- У серпні 2019 року дві швейцарські туристки, режисерки Катрін та Жанін фон Нідерхойзерн, майже повторили тур Гомера по численним Новоорлеанський ресторанам[1][2][3].
  - У квітні 2021 року Катрін та Жанін анімували сцену на дивані 18 серії 32 сезону «Burger Kings»[4].

## Ставлення критиків і глядачів
Під час прем'єри серію переглянули 2,19 млн осіб з рейтингом 0.9, що зробило її найпопулярнішим шоу на каналі «Fox» тієї ночі.
Денніс Перкінс з «The A.V. Club» дав серії оцінку C+, сказавши, що серія «швидко розсіює будь-які наміри повернути старий трагікомічний резонанс Ліси Сімпсон над низкою непослідовно накиданих ударів персонажа і приколів, які відсилають до самих себе…»
Тоні Сокол з «Den of Geek» дав серії чотири з п'яти зірок, сказавши:
|  | З поваги варто сміятися над «Lisa Gets the Blues». Хоча було б несправедливо порівнювати цю серію з класичною серією «A Streetcar Named Marge», на це можемо сподіватися. Так, жарти спрацювали, але не настільки, щоб відправити нас у блюваторій, де є кілька класичних епізодів, бо «Сімпсони» все ще не дотягують до класичних. |

Згідно з голосуванням на сайті The NoHomers Club більшість фанатів оцінили серію на 2/5 із середньою оцінкою 2,56/5.